# Bouvaincourt-sur-Bresle
Bouvaincourt-sur-Bresle és un municipi francès, situat al departament del Somme i a la regió dels Alts de França. L'any 1999 tenia 694 habitants.

## Situació

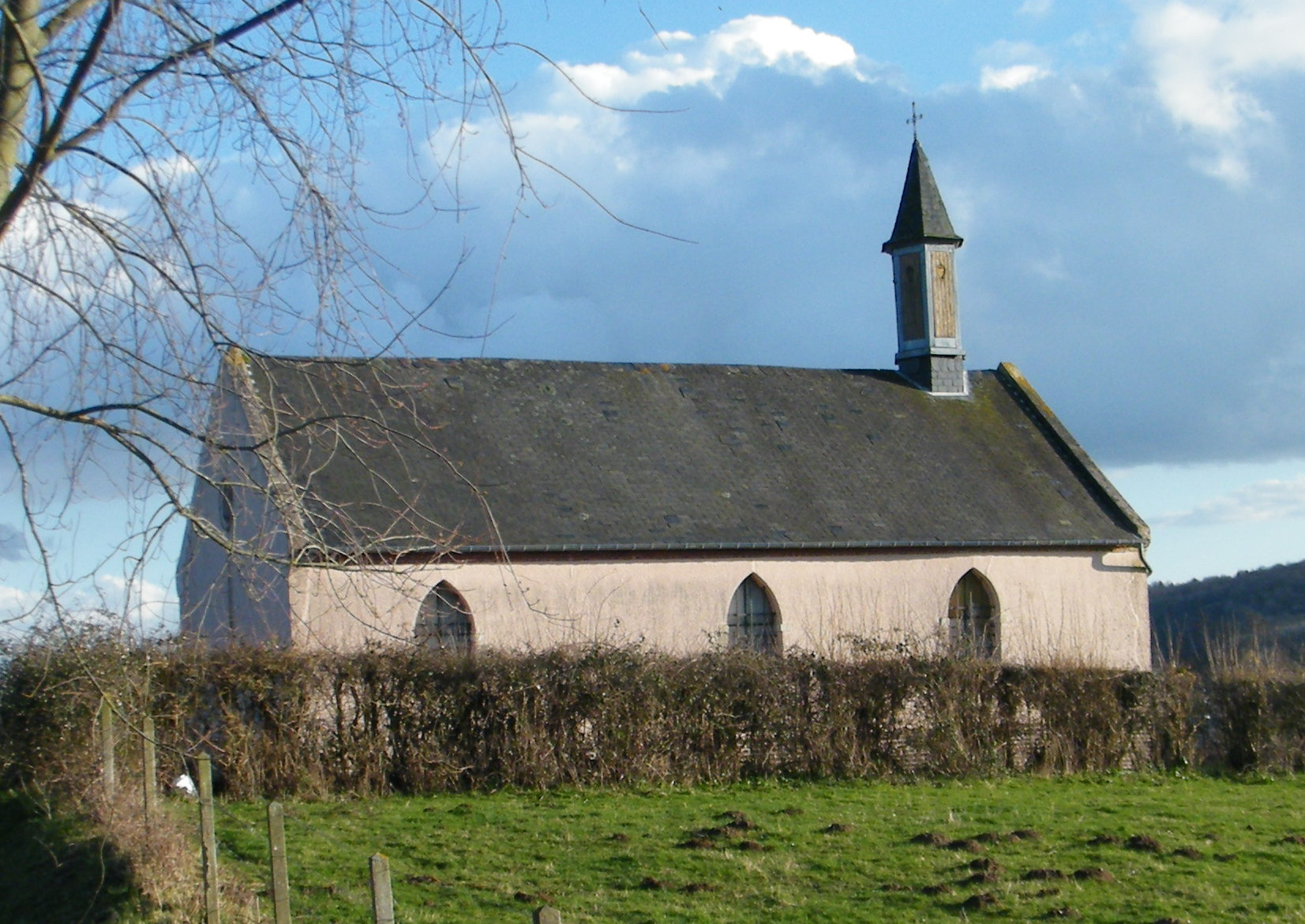
església

Bouvaincourt-sur-Bresle es troba a l'oest del Somme, a pocs quilòmetres del Sena Marítim.

## Administració

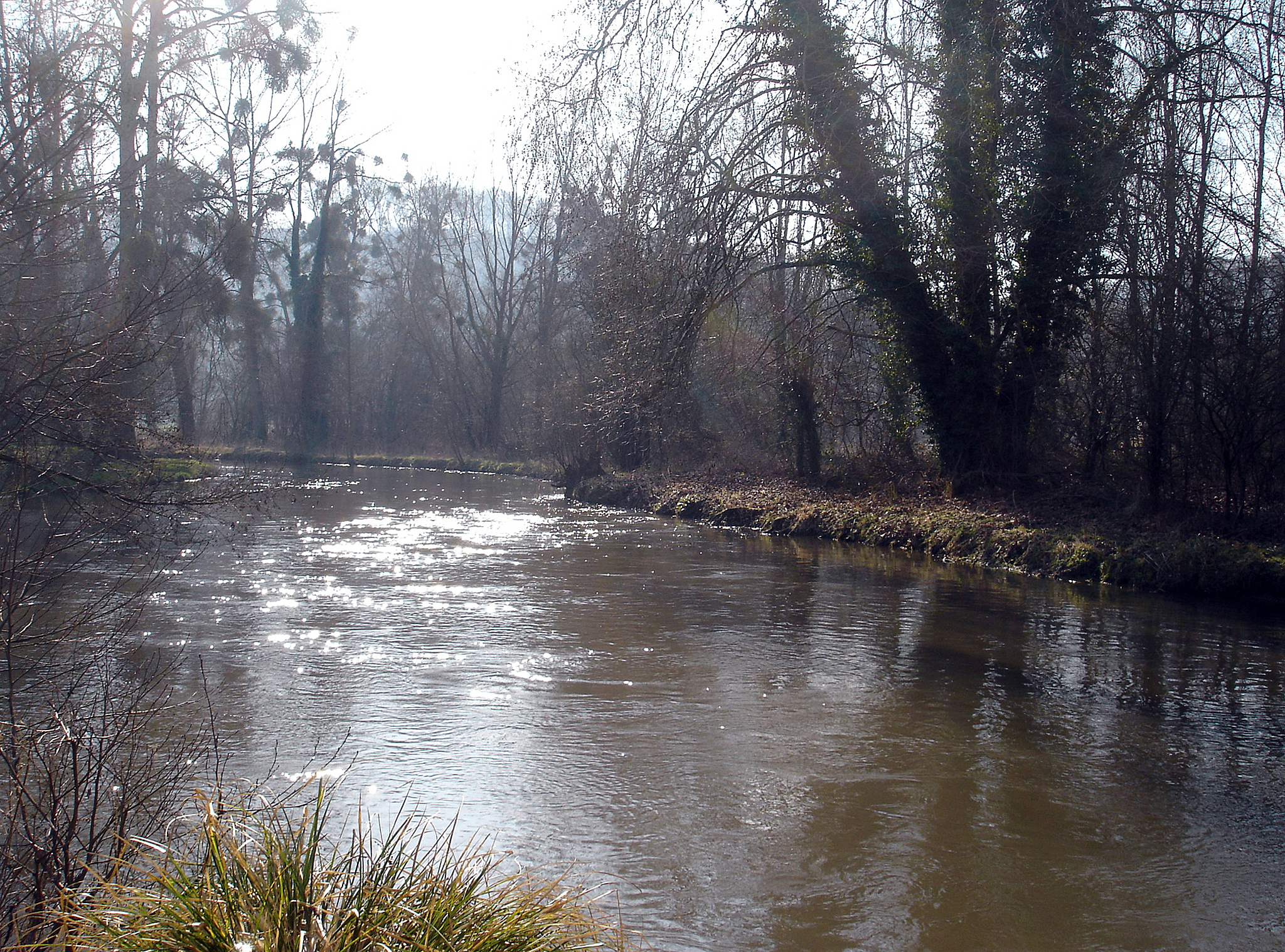
El riu Bresle

Bouvaincourt-sur-Bresle forma part del cantó de Gamaches, que al seu torn forma part del districte d'Abbeville. L'alcalde de la ciutat és Claude Bardoux (2008-2014).